# مانوئل هیدالگو
مانوئل هیدالگو (انگلیسی: Manuel Hidalgo؛ زادهٔ ۳ مهٔ ۱۹۹۹) بازیکن فوتبال است.